# Rhynchina albiscripta
Rhynchina albiscripta là một loài bướm đêm trong họ Erebidae.